# Mbinalun
Mbinalun is een bestuurslaag in het regentschap Pakpak Bharat van de provincie Noord-Sumatra, Indonesië. Mbinalun telt 1140 inwoners (volkstelling 2010).